# Dannunzianesimo
Il dannunzianesimo fu un fenomeno artistico e culturale non riferibile soltanto alla estetica di Gabriele D'Annunzio che influì sulla letteratura, sul gusto e sugli stili di vita dei contemporanei, ma fu anche la manifestazione e la reazione al "male di vivere", a quel malessere sociale che ebbe profonde conseguenze, morali e politiche, sulla situazione storica dei primi decenni del XX secolo in Italia.
Il dannunzianesimo, che si presentò come antiborghese, suscitò invece interesse e curiosità in particolare in una certa aristocrazia e borghesia impiegatizia della Roma umbertina influenzandone il costume con i suoi atteggiamenti estetizzanti, narcisistici, amorali e superomistici tanto manifesti da far considerare D'Annunzio «il vero figlio del nostro tempo».

## La moda
Trasferitosi a Roma appena diciannovenne, Gabriele D'Annunzio acquista subito notorietà come giornalista di costume sui quotidiani più diffusi nella capitale in apposite rubriche dove mostra i segni distintivi della sua personalità e della sua estetica: narcisismo, estetismo come stile di vita con un impegno e doti linguistiche tutti tesi a costruire un mito personale. Si diffonde in minuti particolari nel descrivere l'abbigliamento femminile e si profonde in consigli su le acconciature di moda volendo così esteriormente superare la mediocrità quotidiana e dimostrare come «l’arte sia una merce le cui regole l’artista debba saper conoscere e usare». D’Annunzio, quindi, sin da subito dimostra di esser consapevole che la moda è tra i linguaggi più innovativi della modernità e per questo si propone come un novello Petronio, come l'arbiter elegantiarum che il bel mondo, prima romano e poi italiano, sarà ansioso di assecondare e seguire per essere all’ultima moda.»
Il "Vate" dissipa un vero patrimonio per abiti firmati di alta moda di lusso e per acquistare oggetti preziosi ma convenzionali con cui arredare la sua dimora al Vittoriale volendosi presentare come trasgressivo ma in realtà ispirando il suo comportamento alla volontà di conformarsi all'eleganza dell'élite di cui cerca di proporsi come guida e capo.

## L'arditismo
Nel periodo seguente alla fine della prima guerra mondiale si diffonde nella borghesia italiana l'arditismo che da forma militare di combattimento divenne un fenomeno di costume connesso alla magniloquenza, ai preziosismi espressivi, all'esasperato estetismo del dannunzianesimo e alla sua visione della guerra come rigeneratrice dello spirito di sfida e d'avventura che venne messo alla prova nell'impresa fiumana. Gli atteggiamenti anarchizzanti, espressi anche nei motti dannunziani, sfociarono nel fascismo che si avvalse per la conquista del potere degli aspetti psicologici offerti dalla propaganda dannunziana e dall'estetica futurista. Al fascismo il dannunzianesimo fornì l'apparato scenico delle celebrazioni, la teatralità e la mimica istrionica del capo e 

## L'estetica espansa
A proposito del dannunzianesimo si è poi parlato di "estetica espansa" poiché l'artista vuole estendere i canoni estetici all'intera sua esistenza facendo della sua vita e di ogni cosa ad essa connessa un'opera d'arte, una vita inimitabile che si concluda con la "bella morte"
La sfiducia che la ragione e la scienza possano dare un senso alla vita fa scoprire al dannunziano la sua solitudine, vissuta con arroganza e orgogliosamente come un'eccezionalità della propria personalità che giustifica la sua naturale supremazia sugli altri e fa nascere la volontà estetica nicciana di abbandonarsi ai sensi e all'istinto per portare in primo piano la profonda essenza dell'io; una ricerca che nel Romanticismo, si traduceva in un incessante drammatico sforzo della conquista dell'assoluto abbandonandosi all'estasi dello spirito davanti all’infinito e che ora, nel dannunzianesimo, si attua con il panismo immergendosi cioè, nella natura delle cose fino a «sentirne in bocca il sapore del mondo»
Connesso al panismo è il vitalismo con cui il dannunzianesimo esalta la vita senza limiti né freni ideologici o morali, come la ricerca del godimento (dionisiaco), come la celebrazione dell'istinto e di quella volontà di potenza che apparterrebbe solo a pochi eletti, i quali sanno imporre il proprio comando sui più deboli. Questa forza può così rigenerare un mondo che Nietzsche e D'Annunzio ritengono esausto. Da considerare tuttavia che a differenza del vitalismo dannunziano, che nelle sue manifestazioni racchiude molti degli elementi tipici dell'estetismo decadente, il vitalismo nietzschiano va considerato anche nella sua accezione dionisiaca di accettazione tragica della vita, di un'accettazione tout court della vita, finanche nei suoi aspetti più truci e sofferenti

## L'attuale dannunzianesimo
Un dannunzianesimo che ancora oggi si riflette in polemiche sul valore del personaggio e della sua poesia. È cronaca recente l'episodio avvenuto nella città di Trieste dove in occasione del centenario dell'impresa fiumana per volontà del sindaco di centro-destra è stata eretta una statua di D'Annunzio che parte della cittadinanza ha inteso come un voler esaltare tempi ormai passati. Su questo episodio ha commentato Claudio Magris sulle pagine del Corriere della sera: